# 2001 Einstein
För andra betydelser, se Einstein (olika betydelser).
2001 Einstein (Provisorisk beteckning: 1973 EB) är en asteroid i asteroidbältet, upptäckt 5 mars 1973 av astronomen Paul Wild vid Zimmerwald-observatoriet, Schweiz. Asteroiden har uppkallats efter Albert Einstein.